# Терентьев, Михаил Борисович
Михаи́л Бори́сович Тере́нтьев (род. 14 мая 1970, Красноярск) — российский спортсмен, паралимпийский чемпион, политический и спортивный деятель, депутат Государственной думы РФ пятого, шестого и седьмого созывов от партии «Единая Россия». Председатель Всероссийского общества инвалидов.
Из-за нарушений находится под персональными санкциями 27 стран ЕС, Великобритании, США, Канады, Швейцарии, Австралии, Японии, Украины, Новой Зеландии.

## Биография

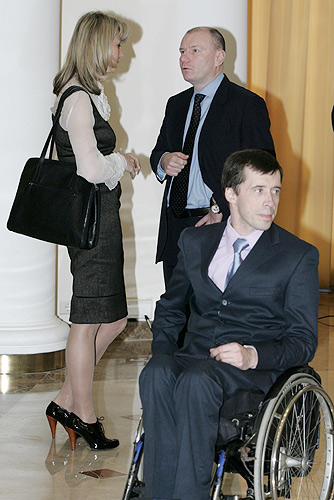
Михаил Терентьев (на первом плане)

### Образование
- В 1993 году окончил экономический факультет Красноярского государственного университета.
- В 2009 году окончил Дипломатическую Академию МИД России (специальность: «Международные отношения»).

### Спорт
С 1984 года занимался лыжным двоеборьем. В 1986 году на соревнованиях по лыжному двоеборью в городе Кирове получил травму позвоночника и стал инвалидом 1-й группы на коляске.
С 1993 года начал заниматься лыжными гонками и легкой атлетикой среди инвалидов.
Участник Паралимпийских игр 1994, 1998, 2000, 2002, 2004 и 2006 годов.
С 1995 года живёт в Москве.
В 1999—2007 годах — главный бухгалтер Благотворительного фонда «Рецепт-спорт».
В 2005—2007 годах — спортсмен инструктор по Паралимпийским видам спорта в ФГУ «Центр спортивной подготовки сборных команд России».
В 2006−2014 годах — Генеральный секретарь Паралимпийского Комитета России.
В 2006—2007 годах — посол российских спортсменов-паралимпийцев в составе Заявочного комитета «Сочи 2014».
В 2014—2018 годах — член Совета спортсменов Международного паралимпийского комитета.

### Политическая деятельность
Депутат Государственной Думы Федерального Собрания Российской Федерации пятого, шестого и седьмого созывов от политической партии «Единая Россия». Член Комитета Госдумы по международным делам (V созыв). Заместитель председателя Комитета по труду, социальной политике и делам ветеранов (VI—VII созыв). Координатор социального проекта ВВП «Единая Россия» — «Единая страна — доступная среда».

## Спортивные достижения
Паралимпийский чемпион; обладатель 4-х серебряных и 2-х бронзовых паралимпийских медалей; чемпион мира среди спортсменов-колясочников; серебряный медалист чемпионата мира; серебряный и 2-кратный бронзовый призёр Кубка мира по лыжным гонкам; обладатель 3-х бронзовых медалей чемпионата Европы по легкой атлетике среди спортсменов с поражением опорно-двигательного аппарата. Мастер спорта международного класса по легкой атлетике. Заслуженный мастер спорта России.

## Законотворческая деятельность
С 2007 по 2021 год, в течение исполнения полномочий депутата Государственной Думы V, VI и VII созывов, выступил соавтором 54 законодательных инициатив и 150 поправок к проектам федеральных законов.

## Международные санкции
Из-за поддержки российской агрессии и нарушения территориальной целостности Украины во время российско-украинской войны находится под персональными международными санкциями разных стран.
23 февраля 2022 года внесён в санкционные списки стран Евросоюза за действия и политику, которые подрывают территориальную целостность, суверенитет и независимость Украины и еще больше дестабилизируют Украину.
24 февраля 2022 года включён в санкционный список Канады «близких соратников режима» за голосование о признании независимости «так называемых республик в Донецке и Луганске».
24 марта 2022 года, на фоне вторжения России на Украину, включён в санкционный список США за «соучастие в войне Путина» и «поддержку усилий Кремля по вторжению в Украину», Госдеп США заявил что депутаты Госдумы используют свои полномочия для преследования инакомыслящих и политических оппонентов, нарушают свободу информации, ограничивают права человека и основные свободы граждан России.
По аналогичным основаниям, с 11 марта 2022 года находится под санкциями Великобритании. С 25 февраля 2022 года находится под санкциями Швейцарии. С 26 февраля 2022 года находится под санкциями Австралии. С 12 апреля 2022 года находится под санкциями Японии. Указом президента Украины Владимира Зеленского от 7 сентября 2022 находится под санкциями Украины. С 3 мая 2022 года находится под санкциями Новой Зеландии.

## Семья
Женат, имеет двух дочерей.

## Награды
- Орден «За заслуги перед Отечеством» IV степени (6 августа 2007 года) — за активное участие в работе по обеспечению победы заявки города Сочи на право проведения XXII зимних Олимпийских и XI Паралимпийских игр в 2014 году[15][16]
- Орден Почёта (20 июля 2020 года) — за большой вклад в развитие парламентаризма, активную законотворческую деятельность и многолетнюю добросовестную работу[17].
- Орден Дружбы (1 апреля 1999 года) — за заслуги перед государством, большой вклад в развитие физической культуры и спорта[18].
- Заслуженный мастер спорта России (2000 год).
- Лауреат Государственной премии Российской Федерации за выдающиеся достижения в области правозащитной деятельности (2018)[19]
- Почётная грамота Правительства Российской Федерации «За заслуги в законотворческой деятельности и многолетний добросовестный труд» (2016 г.)[20]
- Благодарность Правительства Российской Федерации (17 декабря 2014 года) — за заслуги в законотворческой деятельности и многолетний добросовестный труд[21]
- Знак «За заслуги перед Московской областью» III степени (2019 г.)[22]
- Знак преподобного Сергия Радонежского (13 мая 2020)[23]